# Jan Šebek (malíř)
Jan Šebek (7. března 1890 Vršovice (nyní Praha) – 15. dubna 1966 Capartice) byl český malíř, věnující se především folkloristickým a monumentálně–historickým tématům.

## Život
Narodil se v rodině zámečníka Václava Šebka a jeho manželky Marie, rozené Radvanové. V letech 1922–1923 studoval na Akademii výtvarných umění, v ateliéru Maxe Švabinského a od roku 1926 spolupracoval s Alfonsem Muchou. Později se s rodinou se usadil v Domažlicích.
Když začala 2. světová válka, měl Šebek hluboko do kapsy. Jeho přítel hoteliér Karel Vondráček, se kterým se znal z Chodska, ho pozval do Rožmitálu pod Třemšínem, kde si právě pronajal arcibiskupský hotel Panský dům. Šebek na fasádě Panského domu vytvořil sgrafito zobrazující Jaroslava Lva z Rožmitálu a na Blatné. Vondráček se také o Šebkovi zmínil starostovi Karlu Jarešovi, který se s Šebkem dohodl na vytvoření monumentálního obrazu Pasování pana Lva z Rožmitálu na rytíře pro rožmitálskou radnici. Na obraz zobrazující Jaroslava Lva z Rožmitálu s rytířským poselstvím na francouzském královském dvoře se složily desítky sponzorů. Šebek mezitím s rodinou obýval pokoje v Panském domě, kde se s výjimkami odjezdů do Domažlic, zdržel někdy až půl roku. Sám sebe zpodobnil na stránce knihy hostů, jak cestuje do Rožmitálu s obrovským stočeným plátnem.
V roce 1945 koupil s manželkou Vlastou budovu bývalé školy v Caparticích, kde žil až do konce života.
Zemřel v Caparticích (podle některých zdrojů v Domažlicích). Je pochován na hřbitově Na Soutkách v Klenčí, pod vlastnoručně navrženým náhrobním kamenem. Hrob je nedaleko hrobu Jindřicha Šimona Baara.

### Rodinný život
V prosinci 1920 se oženil s Vlastou Mašatovou.

## Dílo (příklady)

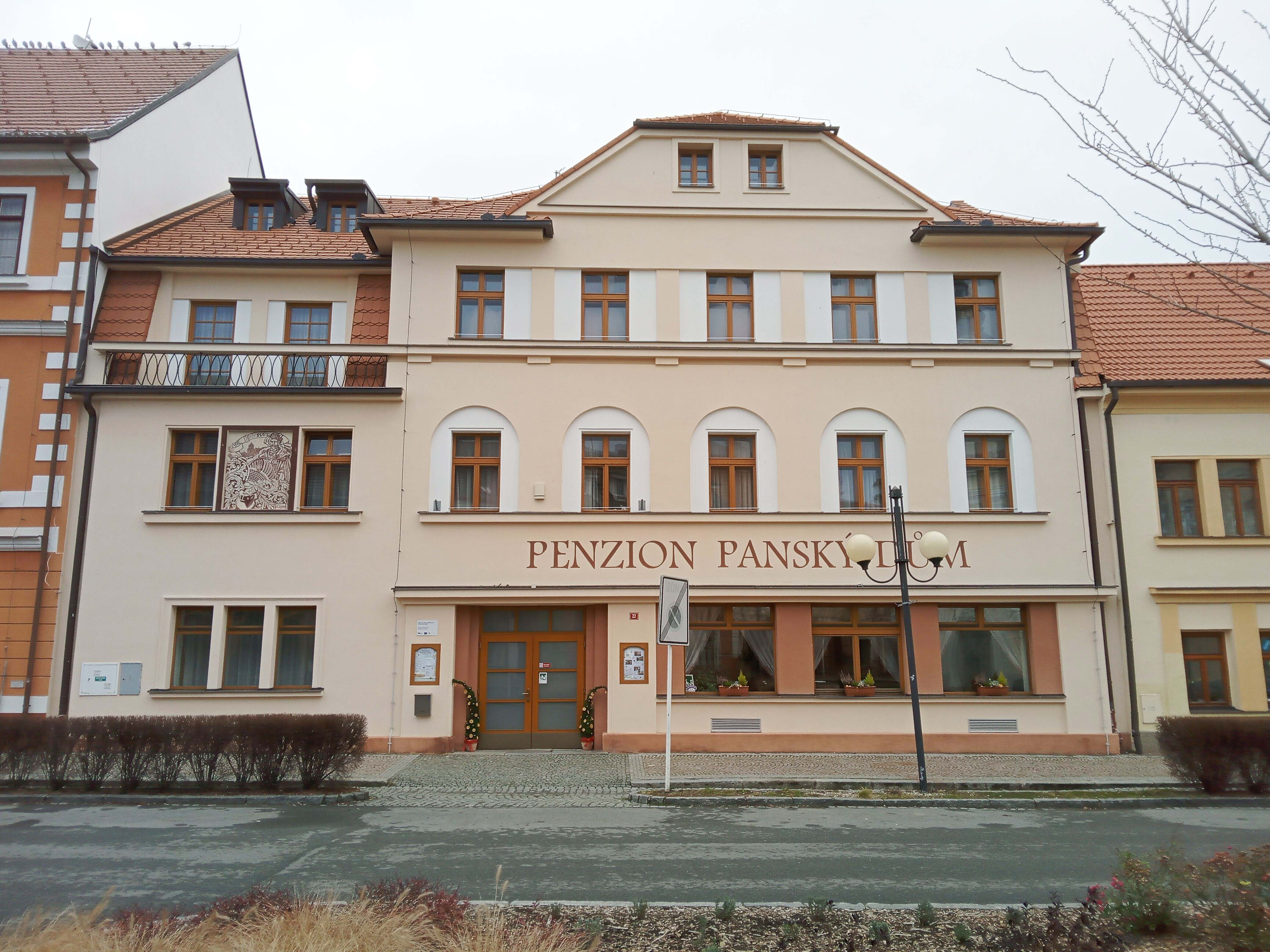
Panský dům v Rožmitále se sgrafitem od Jana Šebka (2021)

### Plátna
- Chodská madona – umístěna v radnici v Domažlicích
- Chodská stráž – umístěn ve dvoraně obecního úřadu v Klenčí
- Bitva u Domažlic (panoráma) – nezrealizovaný návrh, 1933–1935
- Bitva u Domažlic – v majetku České spořitelny Domažlice[8]
- Pasování pana Lva z Rožmitálu na rytíře – obraz umístěn v radnici v Rožmitále pod Třemšínem, 1941[9][10]

### Sgrafito
- Jaroslav Lev z Rožmitálu a na Blatné – fasáda Panského domu, Rožmitál pod Třemšínem, kolem roku 1940

### Ilustrace
- Edgar Rice Burroughs: Tarzan a zlatý lev (vydal Ladislav Šotka, Praha, 1926)
- Pro nakladatelství B. Procházka v Praze kreslil obálky (blíže neurčeno)[11]

## Ocenění
- 1938 – Cena České akademie věd a umění
- 1940 – Cenu Národní rady české
- 1941 – Cena České akademie věd a umění
- 1941 – Cenu Národní rady české[6]